# سیتهارجه
سیتهارجه (به انگلیسی: Setharja) یک شهر در پاکستان است که در ایالت سند واقع شده‌است.